# Futurama: Fialový trpaslík
Futurama: Into the Wild Green Yonder je čtvrtý a poslední film založený na seriálu Futurama. Byl vydán v USA v roce 2009 na DVD.